# Герб Алеутского района
Герб Алеутского района Камчатского края.

## Описание герба
«В поле, вверху скошенном слева серебром и лазурью, а внизу лазоревом - золотой алеутский охотник в шапке с длинным козырьком, с сумкой через левое плечо, сидящий в каяке (алеутской лодке) с червленой полосой по краю, правой рукой заносящий в броске таковой же метательной дощечкой трехконечный с серебряными остриями золотой гарпун, положенный поверх деления, а левой рукой держащий двойное золотое весло и сопровождаемый вверху, в серебре, лазоревой восьмилучевой звездой с укороченными косвенными лучами, а внизу - золотым лежащим тюленем.» 

## Обоснование символики
Цвета и фигуры герба аллегорически и символически раскрывают национальные, этнографические и экономические особенности Алеутского района. 
Охотник в национальных одеждах, сидящий в алеутской лодке - каяке и держащий традиционный для алеутов вид орудия охоты на морского зверя метательную дощечку с прикрепленным к ней гарпуном с тремя дополнительными стрелами - символически отражает особенности проживания и выживания титульного народа в непростых условиях северного побережья Дальнего Востока. 
Тюлень - аллегория богатства здешних мест морским зверем, охота на которого, является основным видом занятий местного населения. 
Алеутский район состоит из группы островов, основными из которых являются остров Медный и остров Беринга, открытый во время плавания Витуса Беринга - известного исследователя Дальневосточной части России и похороненного на острове, носящем его имя. Восьмиконечная звезда - так называемая "Роза ветров" - символ первооткрывателей, путешественников, людей с непростой судьбой, любителей приключений. 
Командорские острова называют "страной ветров и туманов", что объясняется особенностями их расположения на стыке холодного течения Северного Ледовитого океана и теплого течения Куросио. Скошенная серебряная часть герба - аллегория этих туманов и снегов, покрывающих острова с ноября по апрель. 
Лазурь - символ возвышенных устремлений, искренности, преданности, возрождения. 
Серебро - символ чистоты, открытости, божественной мудрости, примирения. 
Красный цвет - символ труда, мужества, жизнеутверждающей силы и красоты, праздника - аллегорически символизирует тружеников района и их ратный труд. 
Золото - символ высшей ценности, величия, великодушия, богатства, урожая.
Герб Алеутского района в соответствии с "Методическими рекомендациями по разработке и использованию официальных символов муниципальных образований", утверждёнными Геральдическим советом при Президенте Российской Федерации 28 июня 2006 года (гл. VIII, п. 45), может воспроизводиться со статусной короной установленного образца.
Авторы герба района: 
идея герба: Николай Извеков (Глава Алеутского муниципального района); геральдическая доработка: Константин Моченов (Химки); художник и компьютерный дизайн: Оксана Афанасьева (Москва); обоснование символики: Вячеслав Мишин (Химки).
Герб утвержден решением Думы Алеутского муниципального района № 162 от 1 декабря 2008 года и внесен в Государственный геральдический регистр Российской Федерации — № 4521.

## предлогаемые варианты
Собственные проекты герба для Алеутского района и села Никольского были предложены Ильей Павловичем Вьюевым. В гербе Алеутского района он предлагал изобразить герб Камчатской области, очертания Командорских островов, щитодержатели: офицер-моряк эпохи Петра I с навесным рулем в руках и алеут в национальное одежде с байдарочным веслом. Над щитом парусный корабль, под щитом - морская Стеллерова корова, эндемик Алеутских островов. В гербе Никольского он предлагал изобразить Святого Николая с мечом и корабликом в руках, камчатские вулканы, карты островов.